# Günther Ziehl
Günther Ziehl (Weißensee, 5 settembre 1913 – 20 luglio 2002) è stato un ingegnere e imprenditore tedesco.
Il padre Emil Ziehl era il fondatore di Ziehl-Abegg, l'azienda che Günther Ziehl successivamente ereditò e ricostruì.

## Vita

### Infanzia

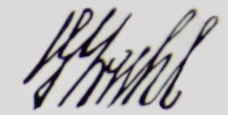
Firma di Günther Ziehl

Günther Ziehl nacque il 5 settembre 1913 a Berlin-Weißensee. All'epoca l'impresa paterna festeggiava il terzo anno di vita. Emil Ziehl portava spesso il figlio in azienda e in questo modo fece nascere in lui la passione per la tecnica ed i motori.

### Ingresso in Ziehl-Abegg
Nel 1934, dopo la maturità, Günther Ziehl si iscrisse al corso di laurea in ingegneria presso la Technische Hochschule di Berlin-Charlottenburg. Nel 1939, poco prima della sua morte, Emil Ziehl gli trasferì la procura generale dell'azienda; Günther si trovava nel bel mezzo degli esami finali. La procura generale divenne effettiva con il decesso del fondatore dell'azienda e Günther, all'età di 25 anni, si ritrovò proprietario e amministratore di Ziehl-Abegg. Il giovane studente universitario si assunse quindi la responsabilità di oltre 1000 posti di lavoro.
Alcune settimane dopo il funerale del padre, Günther si laureò in ingegneria. Si concentrò quindi sull'azienda di famiglia e fu l'artefice dell'ulteriore espansione di Ziehl-Abegg. La produzione a Berlin-Weißensee crebbe a tal punto che agli inizi degli anni quaranta Ziehl-Abegg divenne il maggior produttore tedesco di motori per Acensore.

### Fine della guerra e ricostruzione
Il sistema di produzione di Ziehl-Abegg a Berlin-Weißensee sopravvisse al conflitto senza subire grossi danni. Tuttavia, al termine della guerra le forze di occupazione russe costrinsero Günther Ziehl, a smontare completamente le linee di produzione e a caricare i macchinari su vagoni ferroviari: il tutto doveva essere trasportato in Russia. Günther Ziehl avrebbe dovuto accompagnare il carico per poi riprendere la produzione in Russia. Pertanto non vide altra soluzione, per sé e per la propria famiglia, che fuggire in segreto.
L'azienda fu smantellata e la villa di Berlino confiscata. Per mantenere la famiglia Günther Ziehl trovò lavoro a Füssen come semplice operaio in un'impresa di trasporti. Dopo il lavoro convinceva i contadini dei dintorni a fargli riparare le loro attrezzature elettriche, accettando di essere pagato con generi alimentari. I suoi modi cordiali e la sua esperienza con i motori elettrici portarono a un rapido aumento della clientela. Nel 1947 richiese il permesso di aprire un'azienda elettrotecnica.
I vecchi clienti non avevano dimenticato l'affidabilità di Ziehl-Abegg come costruttore e fornitore di motori e questo fece sì che Stahl Aufzugstechnik riallacciasse i contatti con la famiglia Ziehl. Durante la guerra, per sfuggire ai bombardamenti alleati, l'azienda specializzata nella costruzione di ascensori, era stata costretta a trasferire la produzione da Stoccarda a Künzelsau; era giunto il momento di cercare un partner affidabile ed esperto nei motori elettrici.
Per l'utilizzo del nome aziendale e di tutti i brevetti si rivelò decisivo il fatto che Günther Ziehl fino alla fine della guerra era stato amministratore unico di Ziehl-Abegg. Questo facilitò la rapida ripresa dell'attività di costruzione di motori. Inoltre, Günther Ziehl era riuscito a portare con sé, nella sua fuga, numerosi documenti di progettazione.
Dal 1949 Ziehl-Abegg riprese la produzione nella sede di Künzelsau e tornò presto ad essere uno dei produttori più affermati e affidabili del settore. Heinz Ziehl, sopravvissuto alla prigionia durante la guerra, fu accolto dal fratello Günther come socio nella nuova Ziehl Abegg. Entrambi i fratelli continuarono a gestire assieme l'azienda.

## Impegno sociale
A Künzelsau Günther Ziehl si impegnò con grande perseveranza a favore delle persone anziane. Fu uno degli ideatori della "Haus der Begegnung" (luogo di ritrovo per pensionati) e mise anche a disposizione dell'iniziativa un edificio che aveva acquistato privatamente. Ogni anno organizzava visite alle case di riposo del circondario, portando piccoli regali in compagnia della regina del vino di Hohenlohe. La "Haus der Begegnung" ricevette apprezzamenti a livello nazionale, poiché era una delle prime istituzioni del genere in Germania. Günther Ziehl si impegnò anche a livello federale a favore delle organizzazioni che si occupavano degli anziani, partecipando attivamente anche alla loro gestione. Per il suo impegno ricevette la Croce al merito della Repubblica Federale Tedesca. Günther Ziehl si spense il 20 luglio 2002 a Künzelsau.

## Altre onorificenze
Dal 2014 il nuovo stabilimento di Ziehl-Abegg per la tecnica di azionamento ed il precedente stabilimento per i ventilatori radiali nella zona industriale di Hohenlohe si affacciano sulla Günther-Ziehl-Straße. Con la dedica della via al figlio maggiore del fondatore Emil Ziehl la città ed il consiglio intercomunale hanno voluto rendere omaggio alla vita e alle opere di Günther Ziehl.